# Jaramar Soto
Jaramar Soto (Ciudad de México, México, 3 de agosto de 1954) es una reconocida cantante, compositora y pintora mexicana. En 2016, su álbum El Hilo Invisible (Cantos Sefaradíes), grabado en colaboración con el Cuarteto Latinoamericano, fue reconocido con un Latin Grammy en la categoría de música clásica. 

## Biografía
Desde la edad de 10 años realizó estudios musicales de canto con diversos maestros. En 1966 ingresó al «Mexican-American Cultural Exchange Institute» en San Antonio, Texas.
A su regreso a México ingresó a la Academia de la Danza Mexicana del INBA. Asimismo estudió danza en la Academia de Coyoacán.
Entre 1972 y 1976 estudió Diseño Textil y del Vestido en Roma en la «Academia di Costume e di Moda» y en París en la «École de la Chambre Syndicale de la Couture Parisienne». A partir de su regreso a México y hasta 1983 se desempeñó en el área del diseño de vestimenta y textiles.
Su actividad profesional está repartida entre su desempeño como cantante y el trabajo que realiza en el dibujo, la pintura y la escultura.
Desde 1978 reside en la ciudad de Guadalajara donde vive actualmente.

## Trayectoria
Formó parte de los grupos Escalón y Ars Antiqua entre 1982 y 1996.
En 1990 inició un proyecto como solista de recreación y búsqueda musical a partir de la lírica popular medieval, renacentista, particularmente de la España de la época de Cristóbal Colón, y también de textos poéticos de la misma época y del México virreinal,  el cual ha presentado en distintos foros mexicanos y de otros países, entre los que destacan:

### Teatros en México
Palacio de Bellas Artes, Teatro Degollado en Guadalajara, Sala Nezahualcóyotl, Antiguo Colegio de San Ildefonso, Teatro de las Artes, Centro Nacional de las Artes, Teatro de la Ciudad Esperanza Iris, en la Ciudad de México. Teatro Diana en Guadalajara, Teatro Ángela Peralta de Mazatlán, Teatro Juárez en Guanajuato, Teatro La Paz en San Luis Potosí, Teatro Hermanos Domínguez en Chiapas, Teatro Ocampo en Michoacán, Teatro Clavijero en Veracruz, y otros más.

### Teatros fuera de México
Teatro Mella de La Habana (Cuba), Teatro Politécnico de Quito (Ecuador), National Gallery de Ottawa (Canadá), Mayan Theatre de Los Angeles, The New Los Angeles Theatre Center (LATC), California Mexican Fine Arts, Center Museum de Chicago, (U.S.A) Haus der Kulturen der Welt (Alemania), Chassé Theater (Holanda), Kultur in der Brotfabrik (Alemania), Moods im Schiffbau (Suiza), Kulturzentrum Schlachthof (Alemania), Musis Sacrum (Holanda), Théâtre Municipal de Córcega (Francia), RASA Wereldcuturencentrum (Holanda), Leopoldsburg Schouwburg CC Zwaneberg, Heist op den Berg, (Bélgica), Kamani Auditorium en Nueva Delhi (India), Rabindra Bhawan Theatre en Guwahati (India), entre otros.
A partir de 2010 inició CAÍDA LIBRE, un trío de exploración en el JAZZ que se ha presentado en escenarios y festivales mexicanos especializados en ese género en el que actualmente sigue este trabajo con Alejandro Alfaro (guitarrista) y Diego Martínez Lanz (contrabajista).

## Colaboradores

### Alineación actual
- Jaramar - Voz
- Luis Javier Ochoa - guitarra
- Luciano Sánchez - batería
- Alex Fernández - violín
- Carlos Vilches - contrabajo, tuba

### Músicos que han colaborado con Jaramar
- Alfredo Sánchez - producción y dirección musical, programación, teclado, guitarra
- Eduardo Arámbula -
- Miguel Ángel Gutiérrez - guitarra
- Emiliano Huerta - cántaros, tar, dumber, shaker, riq, semillas
- Héctor Aguilar - percusiones
- Mario Alberto Rivas - chelo
- Carlos Avilez - bajo
- Julio Mangiamelli - percusión
- Luis Eduardo Arreola - bajo
- Nathalie Braux - clarinete
- Diego Escobar - batería
- Elí Prado - guitarra
- Darío Rojas - batería
- Rodrigo «Amillo» Castro - trompeta, banjo, tres cubano

## Discografía

### Con el grupo Escalón
- 1982 Hermano de la muerte (Discos Pueblo)
- 1984 Escalón (Discos Alebrije)

### Con el grupo Ars Antiqua
- 1986 Ars Antiqua (S & M Records)
- 1996 Canciones y danzas de la Edad Media y del Renacimiento (Prod. Ars Antiqua)

### Con el grupo Caída Libre
- 2016 Wait for the rain

### Como Jaramar y El Cuarteto Latinoamericano
- 2015 El hilo invisible, cantos sefaradíes (ganador del Latin Grammy 2016 como mejor álbum de música clásica)

### Como Jaramar
- 1993 Entre la pena y el gozo
- 1995 Fingir que duermo
- 1997 Si yo nunca muriera
- 1998 Lenguas
- 1999 A flor de tierra
- 2002 Nadie creerá el incendio
- 2002 Journey/Travesía (compilación 1992–2002)
- 2004 Duerme por la noche oscura
- 2006 Que mis labios te nombren
- 2008 Diluvio
- 2010 Ruta de viaje hacia un diluvio DVD
- 2011 Fiestas privadas
- 2013 Rosa de los vientos (compilación)
- 2017 Sueños
- 2020 Todas las naves del mundo

### Algunas grabaciones en las cuales ha participado como invitada
- «Colombie: Los Macondos & Otto Palma» (Francia)
- «Duda Mata» de José Fors y Carlos Esegé
- «Fórseps 2» de José Fors
- «El Mitote» de Arturo Cipriano
- «No me hayo» con el grupo de Guadalajara El Personal
- «Cubanísimo» de Daniel Herrera y Los Legendarios de Cuba
- «Luz Escondida» de Radaid
- «A soplar» de Jose Riaza/Tragicomi-K
- «Niño siempre niño (Don Quijote en su delirio)» de Jose Riaza/Tragicomi-K
- «Radiolatina» de Sussie 4
- «Canción Maldita» de Nortec Panóptica Orchestra y Omar Torrez

### Algunos SOUNDTRACKS en los que ha participado
- Cortometraje Blackaman del Bueno, Vendedor de Milagros, de Miguel Curiel (Francia).
- Largometraje Volverás, de Antonio Chavarrías (España / México).
- Largometraje Documental 1973, de Antonino Isordia (México).
- Largometraje Documental Manual de Uso Para Una Nave Espacial, de Horacio Alcalá (España).
- Largometraje Documental Fogonero del Delirio, de Gustavo Domínguez (México).
- Largometraje Cinco de Mayo: La Batalla, de Rafa Lara; con participación como actriz, interpretando «Flor de mis labios», tema original compuesto por Jaramar para la película.

### Multidisciplina
Colaboraciones con compañías de Danza Contemporánea:
- Marea de Arenas, obra creada por Cecilia Lugo para la Compañía CONTEMPODANZA con música de Jaramar.
- Compañía de Danza de Lola Lince, varias coreografías.

### Otros
En el año 2005 Jaramar estrenó en Jalisco (Teatro Diana de Guadalajara y Teatro Rosas Moreno de Lagos de Moreno) y la Ciudad de México (Teatro de la Ciudad de México) el espectáculo multidisciplinario Despierta piel, basado en las Cartas de amor de la monja portuguesa de Mariana Alcoforado, con música original compuesta por Nathalie Braux, adaptación y creación de textos de Karla Sandomingo, diseño de escenario de Víctor Guzmán, dirección escénica de Miguel Lugo y diseño de iluminación de Gustavo Domínguez.
En 2016 Jaramar estrenó el espectáculo multidisciplinario de su autoría Sueños (un viaje) en el Festival Bailar Apantalla de Guadalajara, con funciones en el Laboratorio de Artes Variedades (LARVA). Dicho proyecto cuenta con la participación de Karen de Luna (coreógrafa y bailarina), Ricardo Arzola (multimedia), Alondra García (escenografa) y su equipo de músicos.